# Edition Records
Edition Records is een Brits platenlabel, dat jazz uitbrengt. Het label is gevestigd in Cardiff.
Op het label is muziek uitgekomen van onder meer Kenny Wheeler, Norma Winstone, Andrew McCormack, Daniel Herskedal, Marius Neset, Dave Stapleton en Geoff Eales. 